# KkStB 288
Die Dampflokomotivreihe kkStB 288 waren Tenderlokomotiven der kkStB, die ursprünglich von den Böhmischen Westbahn (BWB) stammten.
Sie trugen dort keine Nummern aber die Namen DOBRICHOWITZ und REWNITZ und bildeten die Reihe S.
Diese kleinen, zweifach gekuppelten Tenderlokomotiven wurde 1884 von Krauss in München geliefert.
Sie hatte Innenrahmen und Außensteuerung.
Bei der kkStB wurde sie zunächst ab 1894 (nach der Verstaatlichung der BWB) mit 88.71–72 bezeichnet, ab 1905 dann als 288.71–72.
Sie wurden vor 1918 ausgemustert.